# Xã Grand Pass, Quận Saline, Missouri
Xã Grand Pass (tiếng Anh: Grand Pass Township) là một xã thuộc quận Saline, tiểu bang Missouri, Hoa Kỳ. Năm 2010, dân số của xã này là 562 người.